# 約克敦 (印地安納州)
約克敦（英語：Yorktown）是一個位於美國印地安納州特拉華縣的城鎮。

## 地理
約克敦的座標為40°10′31″N 85°28′55″W / 40.17528°N 85.48194°W，而該地的平均海拔高度為275米（即902英尺）。

## 人口
根據2010年美國人口普查的數據，約克敦的面積為88.32平方千米，當中陸地面積為87.70平方千米，而水域面積為0.62平方千米。當地共有人口866人，而人口密度為每平方千米10人。